# Villa Santina
Villa Santina (friuli nyelven Vile di Cjargne) település Olaszországban, Friuli-Venezia Giulia régióban, Udine megyében. Lakosainak száma 2136 fő (2023. január 1.). Villa Santina Enemonzo, Lauco, Raveo, Verzegnis és Tolmezzo községekkel határos.

## Népesség
A település népességének változása:
| Lakosok száma | 2207 | 2204 | 2136 |
|               | 2017 | 2018 | 2023 |